# Вирдаг, Мария
Мария Вирдаг (нидерл. Maria Vierdag, 22 сентября 1905 — 17 июля 2005) — нидерландская пловчиха, призёр Олимпийских игр и чемпионка Европы.

## Биография
Родилась в 1905 году в Амерсфорте. В 1924 году приняла участие в Олимпийских играх в Париже, однако в эстафете 4×100 м вольным стилем нидерландская команда стала 6-й, а на дистанциях 100 м вольным стилем и 400 м вольным стилем Мария Вирдаг не дошла до финалов. В 1927 году завоевала золотую и серебряную медали чемпионата Европы. В 1928 году приняла участие в Олимпийских играх в Амстердаме, но не добилась успеха ни на дистанции 100 м вольным стилем, ни в эстафете 4×100 м вольным стилем. В 1931 году вновь стала чемпионкой Европы. В 1932 году на Олимпийских играх в Лос-Анджелесе завоевала серебряную медаль в эстафете 4×100 м вольным стилем, а на дистанции 100 м вольным стилем опять не добилась успеха.